# OFK Sinđelić Niš
OFK Sinđelić (srpski: ОФК Синђелић) srbijanski je nogometni klub iz Niša. U sezoni 2024./25. natječe se u Srpskoj ligi Istok, trećem rangu srpskog nogometnog sustava.

## O klubu
Osnovan 1918., klub se isprva natjecao u lokalnoj ligi koju je organizirao Niški nogometni podsavez, osvojivši naslov u inauguralnoj sezoni natjecanja 1932. godine.
Klupske boje 1932. bile su crna i bijela, a klupska adresa Hotel Kruševac.
Nakon raspada Jugoslavije, klub je osvojio novoformiranu Srpsku ligu Niš u sezoni 1995./96. i time se plasirao u Drugu ligu SR Jugoslavije. Zauzeo je predzadnje mjesto u skupini Istok u svom debitantskom nastupu te je time ispao iz druge lige. Od 1997. do 2004. klub je igrao sedam sezona u trećem rangu, uključujući šest u Srpskoj ligi Niš i jednu u Srpskoj ligi Istok. Nakon toga je osvojio nišku Zonsku ligu 2004./05., čime se vratio u treći rang.
Klub je ostvario jedan od svojih najvećih rezultata u povijesti plasmanom u četvrtfinale Kupa Srbije u sezoni 2007./08., ali je na kraju izgubio 5:1 od Partizana. Nakon što je završio kao drugoplasirani u sezoni 2007./08. Srpske lige Istok, završio je kao prvak sezone 2009./10. i time izborio plasman u Prvu ligu Srbije. Klub je u svom debitantskom nastupu u drugom rangu srpskog nogometa zauzeo peto mjesto. Svoj najbolji rezultat u nacionalnom kupu ponovio je plasmanom u četvrtfinale Kupa Srbije 2010./11. Tada ga je ponovno eliminirao Partizan nakon poraza 4:0. Klub je ispao iz Prve lige u sezoni 2011./12.
Od 2012. do 2021. klub je osam sezona igrao u Srpskoj ligi Istok. U listopadu 2018. obilježio je 100. obljetnicu.

## Prvenstva
| Sezona    | Razred | Liga                    | Broj momčadi | Mjesto | Izvor |
| --------- | ------ | ----------------------- | ------------ | ------ | ----- |
| 1995./96. | III.   | Srpska liga Niš         | ?            | 1.     |       |
| 1996./97. | II.    | 2. savezna liga − Istok | 18           | 12.    |       |
| 1997./98. | III.   | Srpska liga Niš         | ?            | ?      |       |
| 1998./99. | III.   | Srpska liga Niš         | 18           | ?      |       |
| 1999./00. | III.   | Srpska liga Niš         | 20           | 5.     |       |
| 2000./01. | III.   | Srpska liga Niš         | ?            | ?      |       |
| 2001./02. | III.   | Srpska liga Niš         | 18           | 8.     |       |
| 2002./03. | III.   | Srpska liga Niš         | 18           | 6.     |       |
| 2003./04. | III.   | Srpska liga Istok       | 18           | 17.    |       |
| 2004./05. | IV.    | Niška zona              | 16           | 1.     |       |
| 2005./06. | III.   | Srpska liga Istok       | 18           | 2.     |       |
| 2006./07. | III.   | Srpska liga Istok       | 18           | 5.     |       |
| 2007./08. | III.   | Srpska liga Istok       | 16           | 2.     |       |
| 2008./09. | III.   | Srpska liga Istok       | 15           | 5.     |       |
| 2009./10. | III.   | Srpska liga Istok       | 16           | 1.     |       |
| 2010./11. | II.    | 1. liga Srbije          | 18           | 5.     |       |
| 2011./12. | II.    | 1. liga Srbije          | 18           | 17.    |       |
| 2012./13. | III.   | Srpska liga Istok       | 16           | 2.     |       |
| 2013./14. | III.   | Srpska liga Istok       | 16           | 12.    |       |
| 2014./15. | III.   | Srpska liga Istok       | 16           | 13.    |       |
| 2015./16. | III.   | Srpska liga Istok       | 16           | 3.     |       |
| 2016./17. | III.   | Srpska liga Istok       | 16           | 3.     |       |
| 2017./18. | III.   | Srpska liga Istok       | 16           | 4.     |       |
| 2018./19. | III.   | Srpska liga Istok       | 16           | 7.     |       |
| 2019./20. | III.   | Srpska liga Istok       | 16           | 3.     |       |
| 2020./21. | III.   | Srpska liga Istok       | 20           | 10.    |       |
| 2021./22. | IV.    | Zona Centar             | 16           | 2.     |       |
| 2022./23. | IV.    | Zona Centar             | 16           | 1.     |       |
| 2023./24. | III.   | Srpska liga Istok       | 16           | 2.     |       |
| 2024./25. | III.   | Srpska liga Istok       | 16           |        |       |

## Poveznice
- srbijasport.net, profil kluba